# Ocreatus
Ocreatus là một chi chim trong họ Trochilidae.
Chi này được John Gould công nhận lần đầu tiên vào năm 1846. Trong một thời gian dài, chi này được chi nhận là đơn loài Ocreatus underwoodii. Tuy nhiên, theo xuất bản của Schuchmann năm 2016 đã tìm thấy sự khác biệt đáng chú ý giữa một số quần thể theo truyền thống được gán cho O. underwoodii và khuyến nghị rằng các taxa annae, addae và peruanus nên được nâng lên cấp độ loài. Các kết quả nghiên cứu hầu hết đã được Liên minh Điểu học Quốc tế chấp nhận, với nhiều dữ liệu cần thiết hơn về tình trạng loài annae.. Hiệp hội Điểu học Hoa Kỳ vẫn chưa công nhận sự phân chia này.

## Các loài
- Ocreatus addae
- Ocreatus peruanus
- Ocreatus underwoodii